# Leucotabanus flavinotum
Leucotabanus flavinotum är en tvåvingeart som först beskrevs av Krober 1934.  Leucotabanus flavinotum ingår i släktet Leucotabanus och familjen bromsar. Inga underarter finns listade i Catalogue of Life.